# Maladera rufocuprea
Maladera rufocuprea är en skalbaggsart som beskrevs av Blanchard 1850. Maladera rufocuprea ingår i släktet Maladera och familjen Melolonthidae. Inga underarter finns listade i Catalogue of Life.